# Dutch Boats
Dutch Boats wurde eine Gruppe von vier Kühlschiffen mit Passagiereinrichtungen genannt, die im Jahr 1908 von Workman, Clark & Co. Ltd., Belfast, für die niederländische Reederei Koninklijke West-Indische Maildienst in Amsterdam abgeliefert wurden.

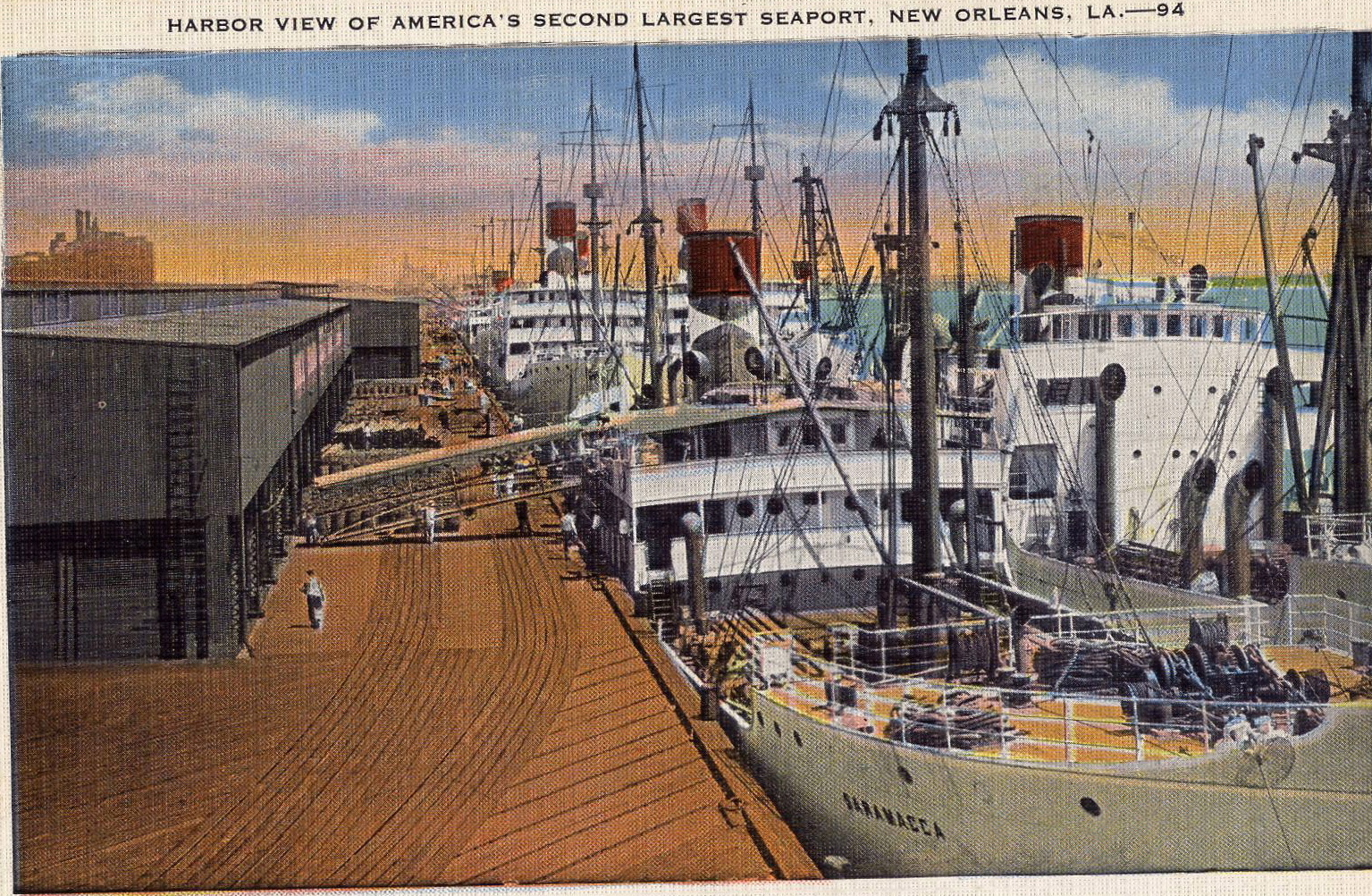
Saramacca löscht in New Orleans

## Beschreibung
Die Kühlschiffe führten die niederländische Flagge, waren mit den Abmessungen 103,5 m × 13 m × 7,2 m  mit 3190 BRT bzw. 2030 NRT vermessen, hatten eine Tragfähigkeit von 3500 tdw und einen Laderauminhalt von 145.000 cbft. Die Dreifach-Expansionsmaschine von Workman, Clark & Co. hatten eine Leistung von 2500 PS und verliehen den Schiffen eine Geschwindigkeit von 12 Knoten. 1923 wurden die Kessel der aus Stahl gebauten Schiffe von Kohle auf Öl umgebaut.

## Geschichte
Die Schiffe Coppename, Suriname, Saramacca und Marowinje hatten drei Decks und zwei Masten und wurde 1908 an die niederländische Reederei übergeben. Sie wurden 1913 an die Tropical Fruit S.S. Co. Ltd., Belize (British Honduras) verkauft und in der Fruchtfahrt von United Fruit Company, New York, U.S.A. eingesetzt.
1923 wurden sie von der United Fruit Company als Eigentümerin übernommen, die US-Flagge gesetzt und New York wurde Heimathafen.

### MarowinijeundSaramacca
Am 14. August 1915 wurde die Marowinije zuletzt in Belize, 50 Meilen nördlich der Insel Contoy mit einer Ladung von Früchten gesehen. Das Schiff hatte Belize am 13. August 1915 verlassen und war mit einer Ladung Obst und anderen Gütern mit 68 Crewmitgliedern und 27 Passagieren auf dem Weg nach New Orleans. Sie wird seit dem 14. August 1915 vermisst und sank wahrscheinlich in einem Hurrikan, möglicherweise am 15. August 1915. Die Reederei bat die Navy um Hilfe und bei der Suche fand die U.S.S. Jupiter Wrackteile der Marowinje. Später wurde auch ein Rettungsring des Schiffes gefunden.
Die Saramacca wurde 1936 nach Italien verkauft und in Argentea umbenannt. Am 12. Mai 1944 wurde sie von deutschen Flugzeugen vor La Spezia versenkt und ein Jahr später abgebrochen.

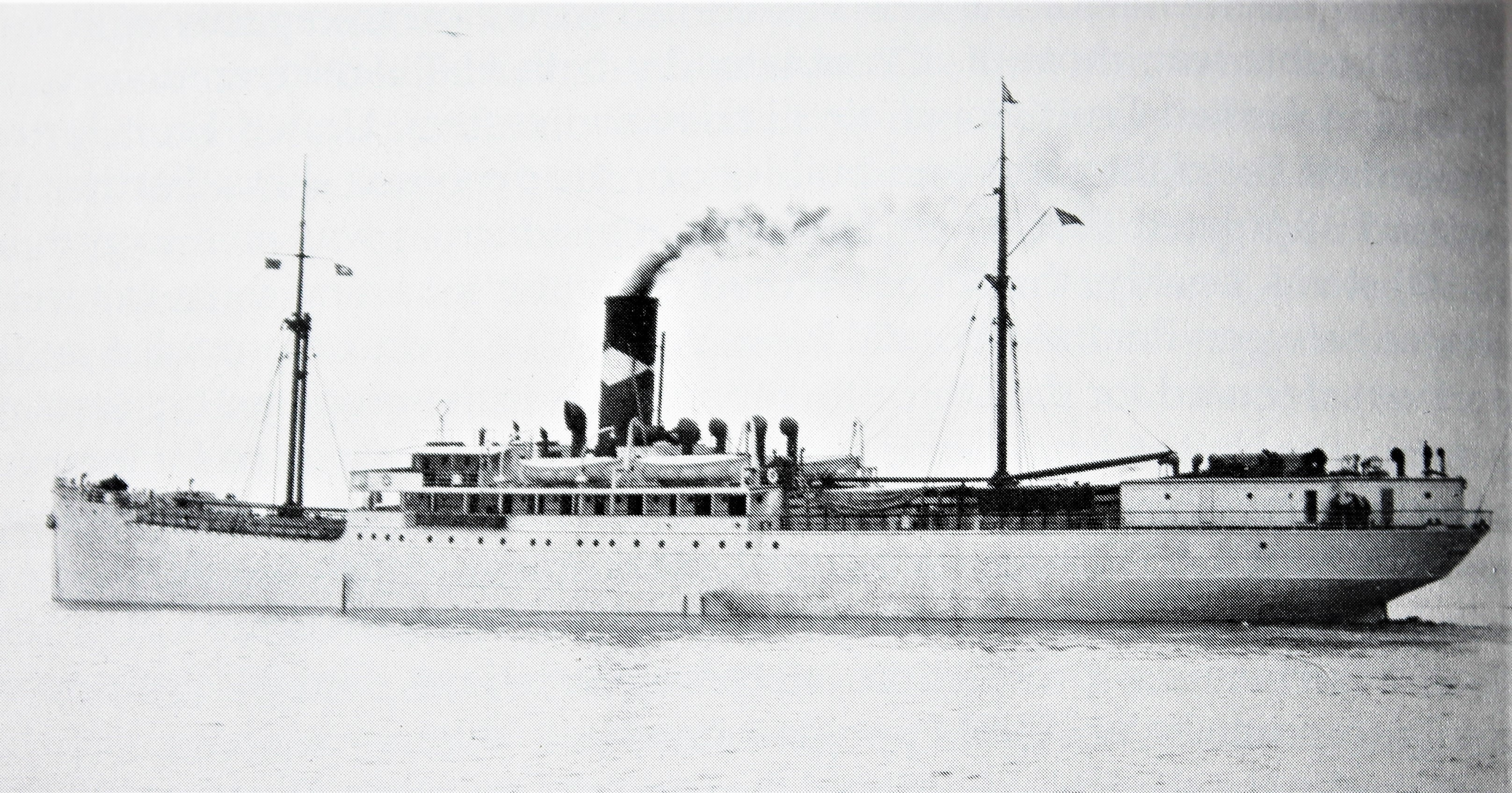
Coppename mit Schornsteinmarke der United Fruit Company

### CoppenameundSuriname
Die Coppename wurde im August 1939 zur Verschrottung an die Boston Iron & Metals Co. in Baltimore verkauft, von dieser aber nicht verschrottet, sondern im März 1940 an S.A. Industria Pesca, Rom, Italien weiterverkauft. Sie fuhr unter dem Namen Anna Maria Gualdi bis 1942 unter italienischer Flagge mit Heimathafen Neapel. Am 1. Dezember 1942 gab es im Laderaum eine Explosion, nachdem sie in Palermo festgemacht hatte. Der Explosionsschaden führte zum Totalverlust des Schiffes, das an der Pier sank.
Die Suriname wurde 1936 nach Italien verkauft, in Ivorea umbenannt und unter italienischer Flagge und französischer Charter in der Fruchtfahrt zwischen der Karibik und Le Havre eingesetzt. Sie wurde am 7. Oktober 1943 von den Deutschen im Ägäischen Meer versenkt.